# SUPER STUDIO LIVE!
『SUPER STUDIO LIVE!』（スーパー・スタジオ・ライヴ）は、日本のギタリストである高中正義が2014年9月3日にリリースした9枚目のライブ・アルバムである。

## 背景
2002年に発売された『TAKANAKA 2002 LIVE+Season Greetings』以来約12年ぶりのライブ・アルバム。
1979年に発売された『SUPER TAKANAKA LIVE!』の発売35周年を記念し、セットリストとアレンジをそのままにスタジオライブ形式として一発録りでレコーディングされ、今作のために書き下ろした新曲も収録されている。

## 制作
この作品が制作された経緯として、IVY Recordsの社長である酒井善貴に「CDは売れるものなんだ。若い人は買わないけど、売れる世代があるんだ。CDが売れたら北海道とかも行けるかもしれないじゃない？」という言葉に高中が感銘を受けたという。高中は「35年経つと、もうけっこういい年で。社長も高校生ぐらいだったのが、今や社長になってるわけでしょ？だからきっと、自分の青春時代に聴いた音楽が一生モノだと思うのね」と語っている。
当作品に使用しているギターは、当時使用していたものと同じブルーのヤマハ・SGだが、アンプに関してはジム・ケリー アンプリファイアのアンプをロサンゼルスにて特注で制作し、JBLのスピーカーに改造したものを使用していたが、すでに紛失してしまったため、フェンダーのツインリバーブをJBLのスピーカーに改造したものをレンタルして使用している。

## 音楽性
新曲の「BLUE WIND」は、シングルヒットを狙って制作され、高中は「久々のポップな曲だと思うし、これから世に出て、人がどれだけ好きになってくれるか。周りの人からは『いいね』と言われるんだけどね」と語っている。
もう一つの新曲である「三元閣」のタイトルは、高中の実家である雀荘の名前を拝借したもの。

## リリース
2014年9月3日にIVY Recordsから、DVDが同梱されている初回限定盤とCDのみの通常盤の2形態でリリースされた。
初回限定盤に同梱されているDVDには、「BLUE LAGOON」のミュージック・ビデオと、過去に「BLUE LAGOON」を演奏したライブ映像をダイジェスト形式でまとめた「HISTORY OF BLUE LAGOON」が収録されている。

## チャート成績
2014年9月15日付のオリコン週間アルバムランキングで16位にランクインした。
当作品発売の2か月前に、予約段階にもかかわらずAmazonベストセラー商品ランキングのジャズ・フュージョンチャートにて連日1位を記録した。

## コンサートツアー
本作を引っ提げたコンサートツアー『SUPER LIVE 2014』が2014年10月に行われた。日程は、以下の通り。
| 日程           | 都道府県 | 会場                 |
| -------------- | -------- | -------------------- |
| 2014年10月11日 | 愛知県   | Zepp NAGOYA          |
| 2014年10月18日 | 大阪府   | 森ノ宮ピロティホール |
| 2014年10月31日 | 東京都   | 渋谷公会堂           |

## 収録曲
| 全作曲・編曲: 高中正義。 |                              |       |            |      |
| #                        | タイトル                     | 作詞  | 作曲・編曲 | 時間 |
| 1.                       | 「BLUE LAGOON」              |       | 高中正義   | 6:46 |
| 2.                       | 「EXPLOSION」                |       | 高中正義   | 4:07 |
| 3.                       | 「珊瑚礁の妖精」             |       | 高中正義   | 4:49 |
| 4.                       | 「RAINY DAY BLUE」           |       | 高中正義   | 4:55 |
| 5.                       | 「TROPIC BIRD」              |       | 高中正義   | 6:19 |
| 6.                       | 「DISCO “B”」                |       | 高中正義   | 4:52 |
| 7.                       | 「READY TO FLY」             |       | 高中正義   | 8:50 |
| 8.                       | 「黒船」                     |       | 高中正義   | 2:58 |
| 9.                       | 「BLUE WIND」(Special Track) |       | 高中正義   | 4:57 |
| 10.                      | 「三元閣」(Special Track)    |       | 高中正義   | 4:49 |
| 合計時間:                | 合計時間:                    | 53:22 |            |      |

| 全作曲・編曲: 高中正義。 |                              |      |            |      |
| #                        | タイトル                     | 作詞 | 作曲・編曲 | 時間 |
| 1.                       | 「BLUE LAGOON」(MUSIC VIDEO) |      | 高中正義   | 7:16 |
| 2.                       | 「HISTORY OF BLUE LAGOON」   |      | 高中正義   | 6:12 |

## 参加ミュージシャン
- Guitar：高中正義
- Bass：岡沢章
- Keyboards：小島良喜
- Percussion：斉藤ノヴ
- Keyboards & Sax：青柳誠
- Drums：宮崎まさひろ
- Guitar：稲葉ナルヒ